# Avrupa Pasajı
 (décembre 2020).

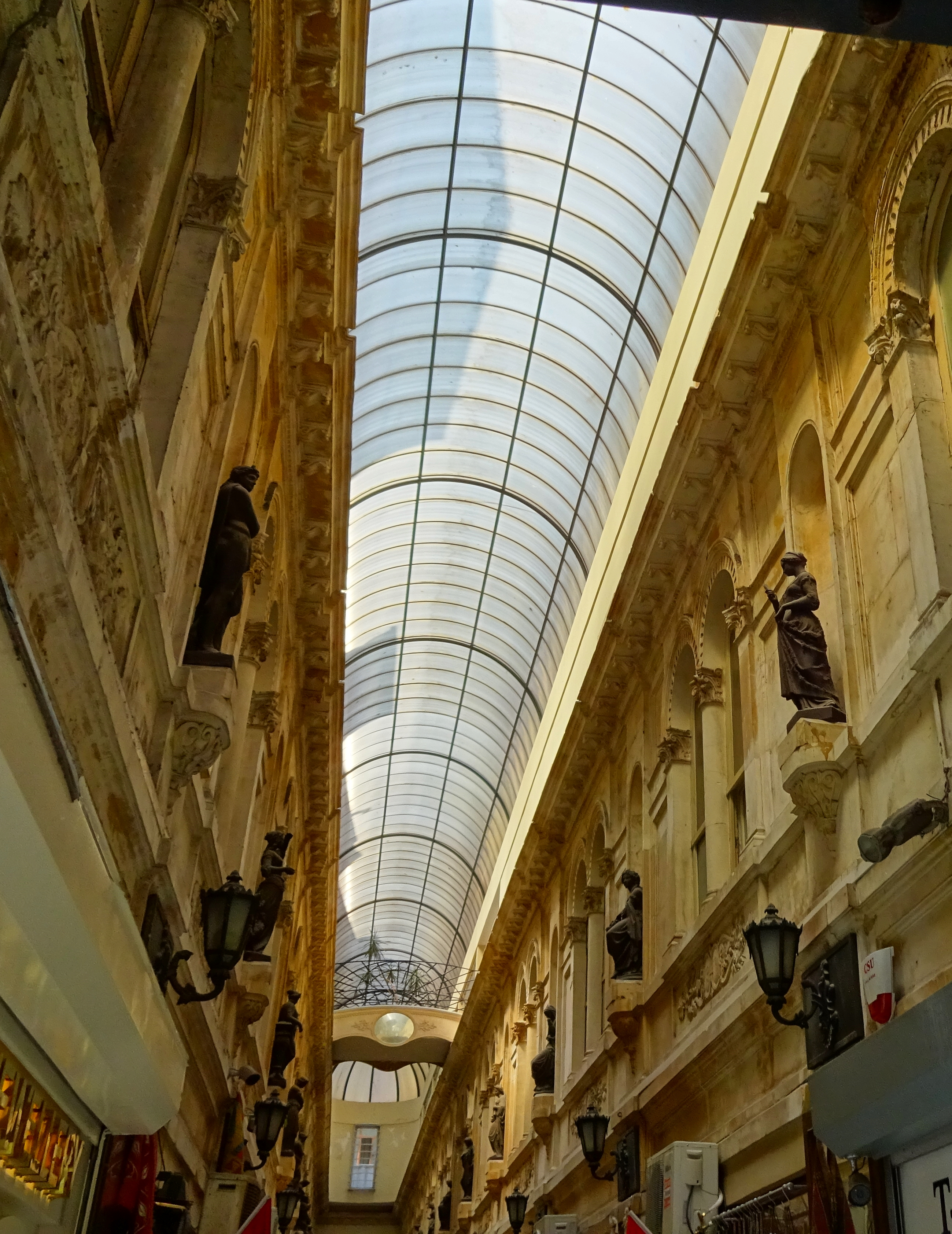
Statues et plafond de verre d'Avrupa Pasajı

Avrupa Pasajı (Arcade européenne en turc) ou Passage d'Europe est une galerie marchande historique située dans le quartier de Beyoğlu à Istanbul. Le bâtiment est situé à proximité du lycée Galatasaray et du marché aux poissons de Beyoğlu. Il est également appelé Aynalı Pasaj (Arcade aux miroirs).

## Histoire
Le théâtre de Naum et l'hôtel Jardin des Fleurs étaient auparavant situés sur le site, mais ces bâtiments ont été incendiés avec beaucoup d'autres pendant le grand incendie de Beyoğlu du 5 juin 1870. Après l'incendie, l'architecte Pulgher a développé un projet de galerie marchande néoclassique couverte pour la zone dégagée. Ce projet a été construit par le marchand arménien ottoman Onnik Düz en 1874.
Au départ, l'arcade était éclairée par des lampes à gaz placées devant ses fameux miroirs, donnant ainsi naissance à son autre nom Aynalı Pasaj (Passage aux miroirs). Dans les premières années, les magasins de l'arcade comprenaient un cordonnier, deux coiffeurs, deux tailleurs, une épicerie, un mercier, deux savonniers et un vendeur de tapis. Dans les années suivantes, des entreprises telles que des fleuristes, des horlogers, des fabricants de pianos et des maisons de couture se sont également installées dans le passage.
Aujourd'hui, les commerces de l'arcade sont surtout des magasins de souvenirs, d'antiquités, de vêtements et de bijoux vendant des articles tels que des cartes postales, de la porcelaine et des tapis,.

## Architecture
La galerie marchande de 56 mètres de long et de 3 étages a été construite dans un style néoclassique et contient 22 magasins. Le calcaire maltais résistant au feu a été utilisé comme matériau de construction. Chaque magasin a sa propre salle du personnel, sa cuisine et son sous-sol. Avrupa Pasajı contient également de grandes statues féminines sur sa façade intérieure supérieure, chacune représentant un métier différent. Le plafond du passage est partiellement couvert de fenêtres. Le bâtiment a des lustres suspendus à son plafond, qui peuvent être utilisés comme source de lumière. Des arches sont situées entre chaque magasin .

## Galerie

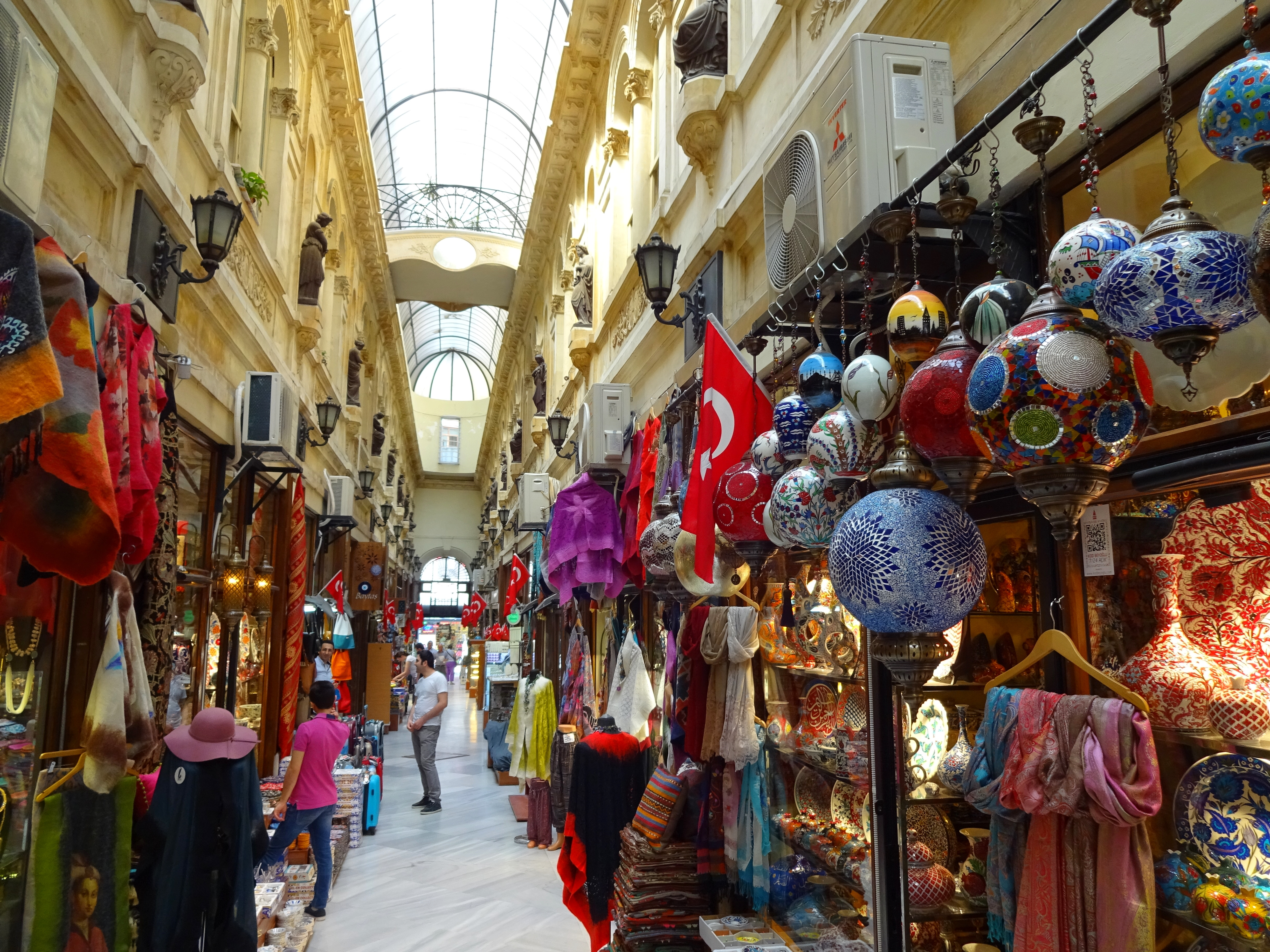
Intérieur
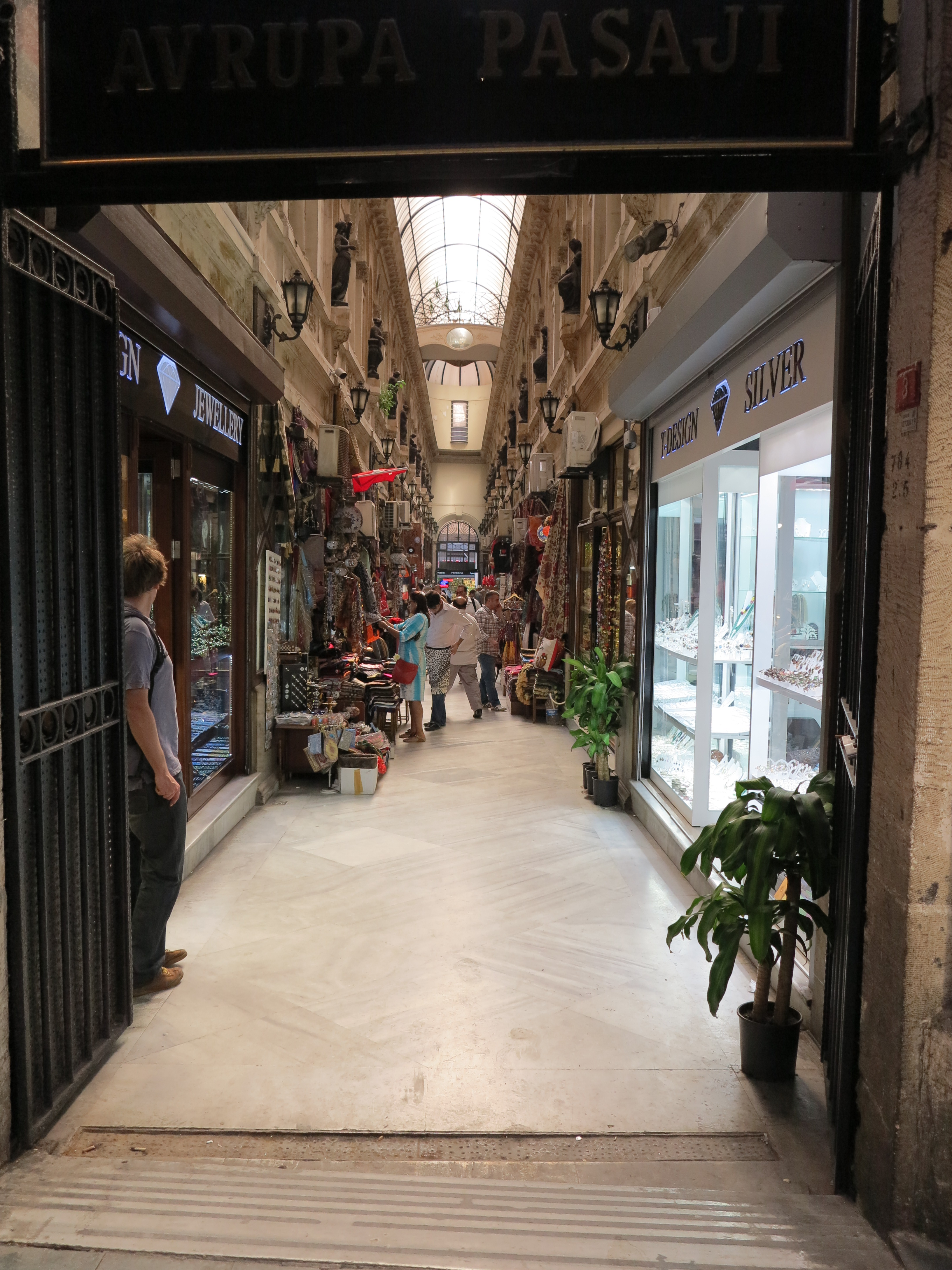
Porte d'entrée